# Irene Sharaff
Irene Sharaff (Boston, 23 gennaio 1910 – New York, 10 agosto 1993) è stata una costumista statunitense, attiva sia in campo cinematografico che teatrale, cinque volte vincitrice dell'Oscar ai migliori costumi su quindici candidature ottenute tra il 1952 e il 1978.

## Filmografia
- Girl Crazy, regia di Norman Taurog e Busby Berkeley - associata supervisore (1943)
- Meet Me in St. Louis, regia di Vincente Minnelli (1944)
- Bellezze al bagno (Bathing Beauty), regia di George Sidney - costumi per il balletto acquatico (1944)
- Ritmi di Broadway (Broadway Rhythm), regia di Roy Del Ruth - costumista associata (1944)
- Ziegfeld Follies, regia di Lemuel Ayers, Roy Del Ruth, Robert Lewis, Vincente Minnelli, Merrill Pye, George Sidney e Charles Walters (1945)
- Jolanda e il re della samba (Yolanda and the Thief), regia di Vincente Minnelli (1945)
- Lo specchio scuro (The Dark Mirror), regia di Robert Siodmak (1946)
- I migliori anni della nostra vita (The Best Years of Our Lives), regia di William Wyler (1946)
- Sogni proibiti (The Secret Life of Walter Mitty), regia di Norman Z. McLeod (1947)
- La moglie del vescovo (The Bishop's Wife), regia di Henry Koster (1947)
- Venere e il professore (A Song Is Born), regia di Howard Hawks (1948)
- Ogni ragazza vuol marito (Every Girl Should Be Married), regia di Don Hartman (1948)
- I fidanzati sconosciuti (In the Good Old Summertime), regia di Robert Z. Leonard (1949)
- Un americano a Parigi (An American in Paris), regia di Vincente Minnelli (1951) (costumi del balletto)
- Chiamatemi Madame (Call Me Madam), regia di Walter Lang (1953)
- Brigadoon, regia di Vincente Minnelli (1954)
- È nata una stella (A Star is Born), regia di George Cukor (1954) (costumi per la canzone Born in a Trunk)
- Bulli e pupe (Guys and Dolls), regia di Joseph L. Mankiewicz (1955)
- Il re ed io (The King and I), regia di Walter Lang (1956)
- Porgy and Bess, regia di Otto Preminger (1959)
- Can-Can, regia di Walter Lang (1960)
- Fior di loto (Flower Drum Song), regia di Henry Koster (1961)
- West Side Story, regia di Jerome Robbins e Robert Wise (1961)
- Cleopatra, regia di Joseph L. Mankiewicz (1963) (costumi di Elizabeth Taylor)
- Castelli di sabbia (The Sandpiper), regia di Vincente Minnelli (1965)
- Chi ha paura di Virginia Woolf? (Who's Afraid of Virginia Woolf?), regia di Mike Nichols (1966)
- La bisbetica domata (The Taming of the Shrew), regia di Franco Zeffirelli (1967) (costumi di Elizabeth Taylor)
- Funny Girl, regia di William Wyler (1968) (costumi di Barbra Streisand)
- Rapporto a quattro (Justine), regia di George Cukor (1969)
- Hello, Dolly!, regia di Gene Kelly (1969)
- Per salire più in basso (The Great White Hope), regia di Martin Ritt (1970)
- L'altra faccia di mezzanotte (The Other Side of Midnight), regia di Charles Jarrott (1977)
- Mammina cara (Mommie Dearest), regia di Frank Perry (1981)

## Riconoscimenti
- Premio Oscar

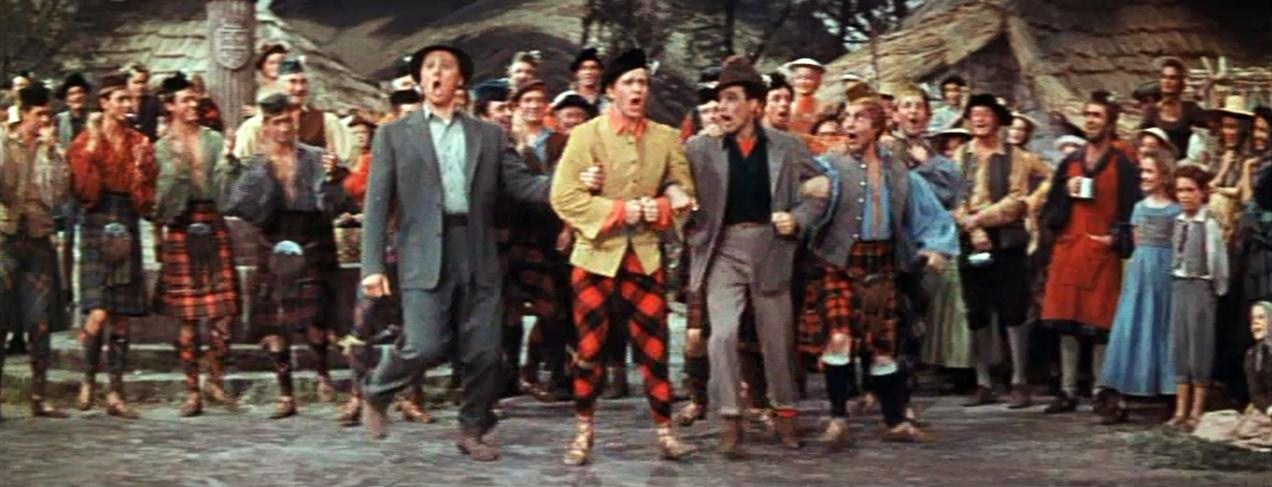
Brigadoon (1954)

  - 1952 – Migliori costumi per Un americano a Parigi
  - 1954 – Candidatura ai migliori costumi per Chiamatemi Madame
  - 1955 – Candidatura ai migliori costumi per Brigadoon
  - 1955 – Candidatura ai migliori costumi per È nata una stella
  - 1956 – Candidatura ai migliori costumi per Bulli e pupe
  - 1957 – Migliori costumi per Il re ed io
  - 1960 – Candidatura ai migliori costumi per Porgy and Bess
  - 1961 – Candidatura ai migliori costumi per Can-Can
  - 1962 – Migliori costumi per West Side Story
  - 1962 – Candidatura ai migliori costumi per Fior di loto
  - 1964 – Migliori costumi per Cleopatra
  - 1967 – Migliori costumi per Chi ha paura di Virginia Woolf?
  - 1968 – Candidatura ai migliori costumi per La bisbetica domata
  - 1970 – Candidatura ai migliori costumi per Hello, Dolly!
  - 1978 – Candidatura ai migliori costumi per L'altra faccia di mezzanotte

- BAFTA
  - 1970 – Candidatura ai migliori costumi per Funny Girl